# American Academy
American Academy mreža je privatnih međunarodnih škola u Pragu, Brnu, Bratislavi i Zagrebu za učenike osnovnih i srednjih škola. Obrazovanje na American Academy u potpunosti se izvodi na engleskom jeziku i vodi ga tim nastavnika raznolikog porijekla. Mrežu American Academy osnovao je Ondřej Kania 2017. godine.
Škola se oslanja na američki obrazovni sustav te je školska godina podijeljena na tri tromjesečja. Studenti mogu birati predmete koje žele studirati kako bi se mogli usredotočiti na vlastite interese i razviti relevantne vještine. Svaki student ima akademskog savjetnika koji mu pomaže pri odabiru predmeta. Osim toga, studenti imaju mogućnost korištenja osobnih poduka ili odabira specijaliziranih tečajeva i radionica.
Maturanti American Academyja dobivaju diplomu srednje škole, s kojom se mogu prijaviti za studiranje na stranim sveučilištima. Učenici mogu pohađati pripremu za SAT i AP ispite, tečajeve jezika, pomoć pri odabiru sveučilišta i pripremu za razgovore s predstavnicima sveučilišta.

## Podružnice
American Academy u Pragu prva je otvorena s nastavom na engleskom jeziku 2017. godine. Škola je prvobitno bila za srednjoškolce, proširila se 2021. godine na razrede osnovne škole. American Academy u Pragu također nudi studentima STEM program usmjeren na znanost, tehnologiju, inženjerstvo i matematiku.
U 2018. godini mreža American Academyja proširena je novim kampusom u Brnu, koji je također otvoren za učenike osnovnih i srednjih škola. Godine 2019. slovački kampus u Bratislavi pridružio se dvjema češkim školama. Godine 2021. u Hrvatskoj je otvorena American Academy u Zagrebu koja služi srednjoškolcima i nudi STEM program.

## Akreditacija škole
American Academy in Prague i American Academy in Brno dobili su 7-godišnju akreditaciju od MSA (Middle States Association of Elementary and Secondary Schools) 2020. godine. American Academy in Bratislava trenutno je škola-kandidat za MSA akreditaciju i radi na tome da ispuni 12 MSA standarda. American Academy in Zagreb također je podnijela zahtjev za status kandidata i uskoro će se uključiti u sam proces akreditacije.